# Ислямска археология
Ислямската археология е богословско-археологическо научно направление, което разглежда възникването и историята на ислямското изкуство според характеристиките на ислямската култура и теченията в ислямската религия. Същевременно знанието за материалните свидетелства на исляма позволява обективна преоценка на историческия контекст при различните династии на Изток през VII-XIX в.
Ислямската археология отделя съществено внимание на функционирането и промяната в статута на градовете и селищата след VII в. на Изток, както на възприетата късноантична и създаването на нова обществена и сакрална архитектура, и не на последно място на погребалната практика, стиловите периоди в ислямското и постислямското изкуство. Географските граници на направлението обхващат културно-историческото материално културно наследство в териториите, останали под властта на арабските халифи, селджушките и османските владетели в Югоизточна Европа, Близкия Изток, Азия и Африка.

## История
Направлението „ислямска археология” възниква в контекста на археологическото проучване на Близкия Изток в края на XIX в. Подобно на други археологически дисциплини и тук водещ в началото е антикварният интерес към произведения на ислямското изкуството от периода непосредствено след края на Късната античност през VII в. до разпадането на старите ислямски държави през XIX и XX в.
През XIX в. в Западна Европа се организират специални музейни сбирки за „ориенталско” изкуство с текстил порцелан, керамика и ръкописи. В края на XIX в. в Кайро е основан „Comité de Conservation des monuments de l’art arabe“, който организира документирането и реставрацията на ислямските паметници в Египет. След изложбата „Произведения на мохамеданското изящно изкуство” през 1910 г. в Мюнхен се организират и първите системни проучвания на ислямската археология в столицата на халифите Самара (Ирак) през 1911 г. Първоначално ислямската археология навлиза в университетските среди като „История на ислямското изкуство” през 1904 г. и има за цел изследването на ориенталската сбирка в Берлинските музеи (Фридрих Заре). Виенската академия на науките припознава направлението постредством изследванията на Йозеф Стржиговски, а в Швейцария Макс ван Берхем развива силна палеографска школа за разчитане на средновековните арабски надписи.
След Първата световна война направлението се разгръща от изкуствоведско към археологическо. След Втората световна война Берлинските музеи и сбирки са поделени. Една част от сирката на Музея за ислямско изкуство на Берлинския университет в Пергамон, която остава в Източен Берлин, и научното направление „Археология на Ориента” на университета в Хале-Витенберг остават дълго време водещ световен фактор в ислямската археология. След 1990 г. сбиркитв в Пергамон са отново обединени. Ислямската археология придобива интердисциплинарен характер, като се очертават няколко университетски модела в направлението: изкуствоведски, антропологичен и богословско-археологически. Последният модел стана през последните години изключително популярен, не на последно място заради разгърнатата мобилност от и към страните-люлка на ислямската религия, култура и изкуство. По традиция университетите в Лудвиг-Максимилиан в Мюнхен и Хумболд в Берлин поддържат катедри по ислямска археология. Между 2013 и 2015 г. допълнителни катедри са разкрити в Бон, Берлин (Свободен университет) и Бамберг (международен форум за ислямска археология и изкуство, продължение на катедрата от 1988 г.).

## Представители
Ugo Monneret de Villard (1881–1954)
Richard Ettinghausen (1906–1979)
Oleg Grabar (1929–2011)